# Hattigny
Hattigny es una comuna francesa situada en el departamento de Mosela, en la región de Gran Este.

## Demografía
| 227 | 227 | 209 | 209 | 187 | 160 | 204 |
| Para los censos de 1962 a 1999 la población legal corresponde a la población sin duplicidades (Fuente: INSEE [Consultar]) |     |     |     |     |     |     |